# Апертура 2009 (Сальвадор)
Апертура 2009 (исп. Torneo Apertura 2009) — первая половина 76-го сезона чемпионата Сальвадора по футболу.

## Участники
| Команда              | Город                |
| -------------------- | -------------------- |
| ФАС                  | Санта-Ана            |
| Агила                | Сан-Мигель           |
| Луис Анхель Фирпо    | Усулутан             |
| Виста Эрмоса         | Сан-Франциско Готера |
| Исидро Метапан       | Метапан              |
| Атлетико Марте       | Сан-Сальвадор        |
| Мунисипаль Лименьо   | Санта-Роса-де-Лима   |
| Альянса              | Сан-Сальвадор        |
| Алакранес дель Норте | Чалатенанго          |
| Атлетико Бальбоа     | Ла-Уньон             |

## Турнирная таблица
| М  | Команда              | И  | В  | Н | П  | Мячи    | ±   | О  | Примечания     |
| -- | -------------------- | -- | -- | - | -- | ------- | --- | -- | -------------- |
| 1  | ФАС                  | 18 | 12 | 2 | 4  | 31 − 9  | +22 | 38 | Финальная фаза |
| 2  | Агила                | 18 | 9  | 7 | 2  | 22 − 9  | +13 | 34 | Финальная фаза |
| 3  | Луис Анхель Фирпо    | 18 | 8  | 5 | 5  | 24 − 19 | +5  | 29 | Финальная фаза |
| 4  | Виста Эрмоса         | 18 | 6  | 8 | 4  | 30 − 21 | +9  | 26 | Финальная фаза |
| 5  | Исидро Метапан       | 18 | 7  | 5 | 6  | 21 − 21 | 0   | 26 |                |
| 6  | Атлетико Марте       | 18 | 5  | 9 | 4  | 21 − 17 | +4  | 24 |                |
| 7  | Мунисипаль Лименьо   | 18 | 4  | 8 | 6  | 18 − 24 | −6  | 20 |                |
| 8  | Альянса              | 18 | 3  | 8 | 7  | 18 − 21 | −3  | 17 |                |
| 9  | Алакранес дель Норте | 18 | 3  | 5 | 10 | 16 − 39 | −23 | 14 |                |
| 10 | Атлетико Бальбоа     | 18 | 2  | 5 | 11 | 19 − 40 | −21 | 11 |                |

И — игры, В — выигрыши, Н — ничьи, П — проигрыши, Мячи — забитые и пропущенные голы, ± — разница голов, О — очки

## Финальная фаза

### Полуфиналы
Первые матчи были проведены 6—7 декабря, а ответные состоялись 13 декабря.
| Команда 1         | Итог | Команда 2 | 1-й матч | 2-й матч |
| ----------------- | ---- | --------- | -------- | -------- |
| Виста Эрмоса      | 1:2  | ФАС       | 1:2      | 0:0      |
| Луис Анхель Фирпо | 0:3  | Агила     | 0:2      | 0:1      |

### Финал
| ФАС                                            | 1:1 (1:0) Доп. вр. 2:1 | Агила            |
| ---------------------------------------------- | ---------------------- | ---------------- |
| Флорес 1′ · Альбарран 95′ (авт.) · Москосо 97′ | Отчёт                  | Аддлери 64′ 100′ |

| Чемпион Сальвадора (Апертура) 2009 |
| ---------------------------------- |
| ФАС в 17-й раз                     |